# Dendrobium johannis
Dendrobium johannis är en orkidéart som beskrevs av Heinrich Gustav Reichenbach. Dendrobium johannis ingår i släktet Dendrobium, och familjen orkidéer. Inga underarter finns listade i Catalogue of Life.

## Bildgalleri

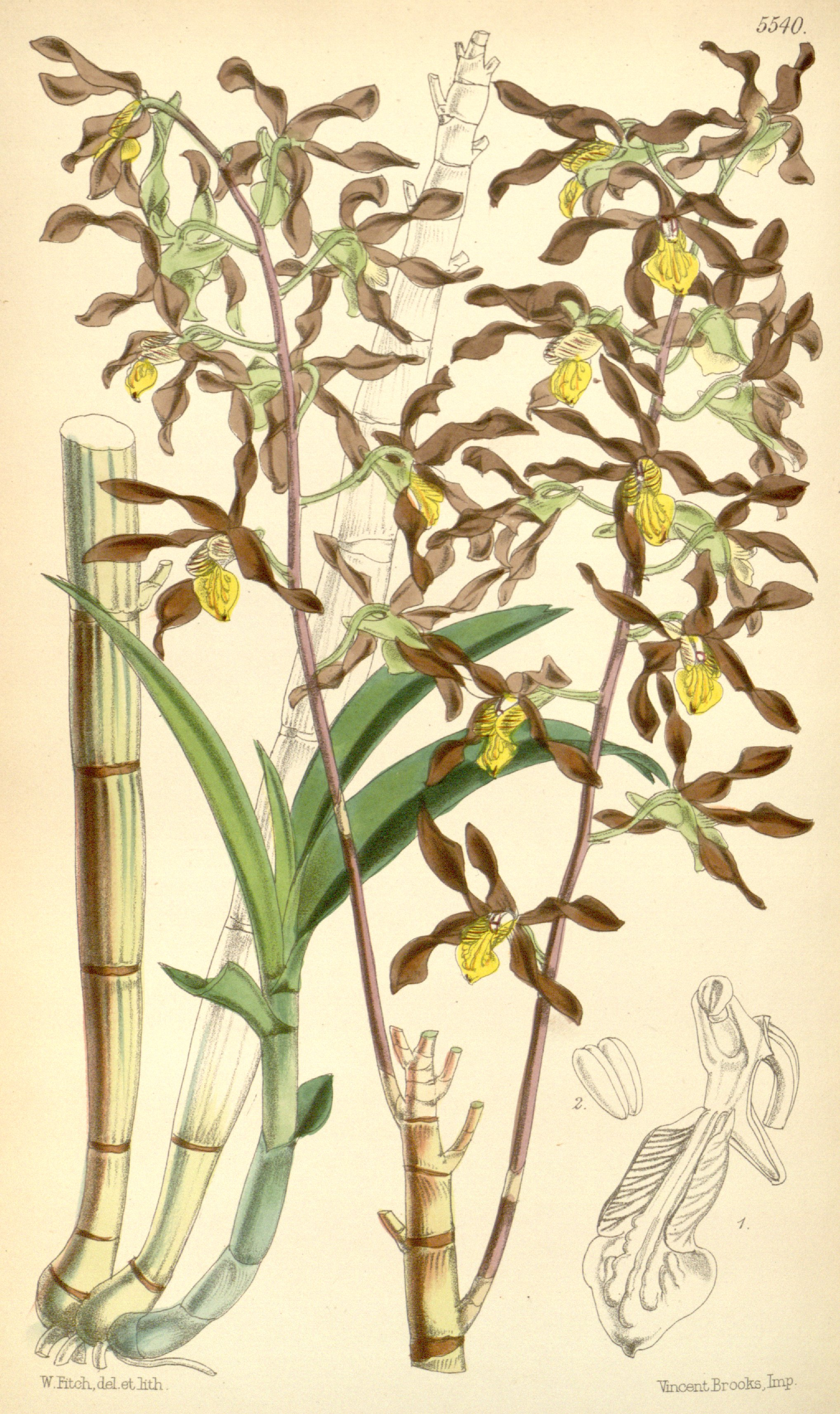
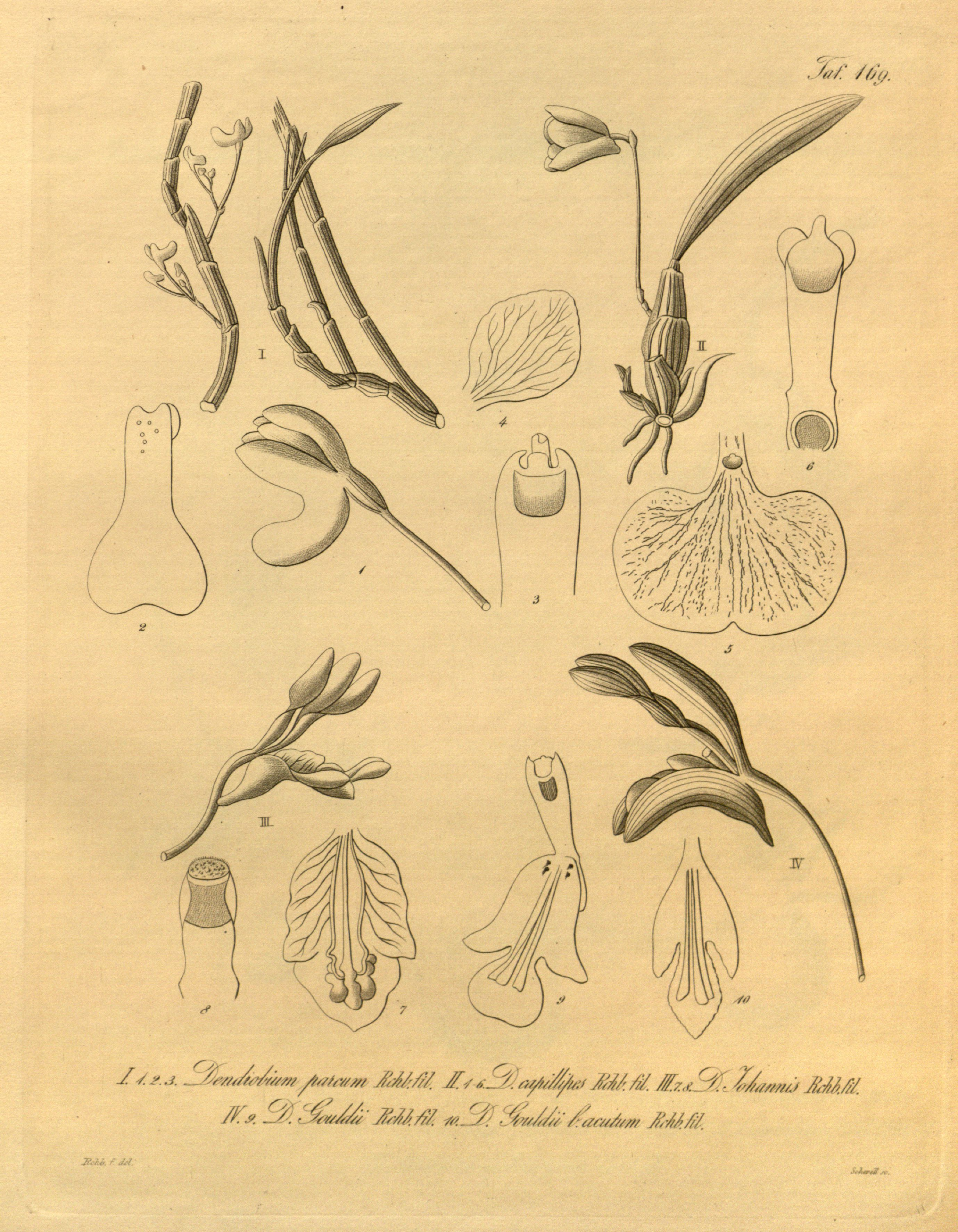
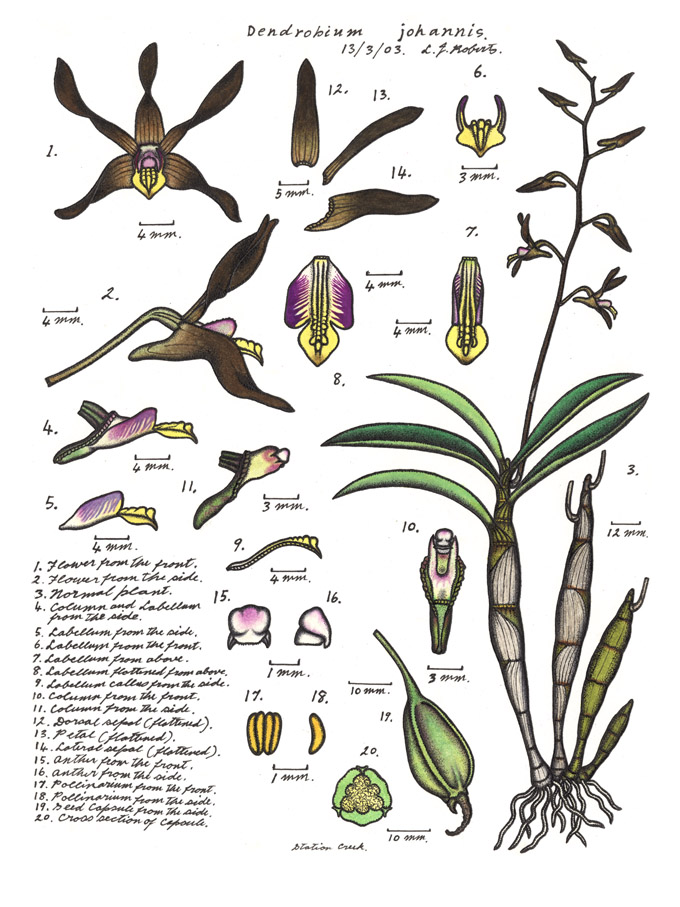